# Raúl Bertelsen
Raúl Bertelsen Repetto (n. Valparaíso, 18 de marzo de 1945) Es un abogado y jurista chileno. Fue ministro del Tribunal Constitucional de Chile.
Bertelsen fue nombrado como Ministro del Tribunal Constitucional por el Senado en el año 2005 por un período de 9 años. Vinculado con la Universidad de Los Andes, fue considerado parte del sector más conservador del Tribunal Constitucional. Entre 2011 y 2013 se desempeñó como Presidente del Tribunal Constitucional de Chile.
Como académico se ha desempeñado en los ámbitos de la historia del derecho, la ciencia política y el derecho constitucional. Siempre ha estado relacionado con universidades de fuerte vinculación con la iglesia católica, tales como la Universidad de Navarra (España), la Universidad Católica de Valparaíso, la Pontificia Universidad Católica de Chile y la Universidad de Los Andes.
Tras desempeñarse primero como abogado integrante del Tribunal Constitucional de Chile (1997 - 2005) y, luego, como Ministro (2006 - 2010), el año 2011 fue nombrado por sus pares en el cargo de Presidente del Tribunal Constitucional, en reemplazo del Ministro Marcelo Venegas Palacios.

## Educación
Estudió Derecho en la Pontificia Universidad Católica de Valparaíso egresando en 1968 y obteniendo el título de abogado en 1969. Obtuvo el Doctorado en Derecho en la Universidad de Navarra en 1971. Cursó el programa de Alta Dirección de Empresas en la Escuela de Negocios de la Universidad de Los Andes.

## Actividad académica
En los inicios de su carrera académica Bertelsen estuvo vinculado a la historia del derecho. Así, fue profesor adjunto de Historia del Derecho en la Universidad de Navarra entre los años 1971 y 1974. Luego, entre los años 1974 y 1985 se desempeñó como profesor de Historia del Derecho y de Derecho Constitucional en la Universidad Católica de Valparaíso. En una segunda etapa se identifica un más marcado interés por el derecho público, impartiendo clases de Ciencias Políticas en la Academia de Guerra Naval entre los años 1976 y 1984 y, posteriormente, ejerciendo como profesor de Derecho Constitucional en la Pontificia Universidad Católica de Chile (1986) y en la Universidad de los Andes (1990).
En cuanto a cargos de administración universitaria, fue Secretario de la Facultad de Derecho de la Universidad de Navarra (1971-73), Vicerrector Académico de la Universidad Católica de Valparaíso (1973-77), y Rector "designado" en la misma Universidad (1983-85). Luego, fue el primer Rector de la Universidad de los Andes (1989-2000), y Vicerrector de la misma universidad (2000-2006). Además, el año 2006 asumió como Director del Programa de Doctorado en Derecho en la Universidad de los Andes (2006), cargo que no desempeña actualmente.
Actualmente ejerce como profesor de Derecho Constitucional y de Derechos Humanos I en la Universidad de Los Andes.

## Actividad pública

### Durante la dictadura militar
El 9 de junio de 1977 se integró a la Comisión de Estudios de la Nueva Constitución (sesión 296) junto a Luz Bulnes Aldunate y a Juan de Dios Carmona Peralta. Esa Comisión (también denominada Comisión Ortúzar) tuvo por objeto asesorar a la Junta Militar presidida por Augusto Pinochet en la redacción de una nueva Constitución. Una postura que defendió en esta comisión constituyente fue la de elegir al presidente de la República por medio de un cuerpo electoral restringido y compuesto por algunas miles de personas, en oposición al mecanismo de sufragio universal que se daba en Chile desde que se reconoce el derecho al voto femenino en las elecciones presidenciales de 1952, argumentando que este último es "peligroso para la estabilidad del régimen democrático".
Este hecho originó una importante controversia cuando fue nombrado como Ministro del Tribunal Constitucional. Una serie de profesores de derecho alegaron que su vinculación con la dictadura lo inhabilitaba políticamente para desempeñarse en una institución republicana como el Tribunal Constitucional.
Durante este período, también se desempeñó como integrante de la Comisión de Estudio de las Leyes Orgánicas Constitucionales que introdujo al derecho chileno la Constitución de 1980.

### Durante la democracia
Entre los años 1997 y 2005 ejerció como abogado integrante del Tribunal Constitucional. Tras la reforma constitucional del año 2005, que reestructuró al Tribunal Constitucional, el Senado lo desingó por un periodo de 9 años como Ministro del Tribunal. Inició el período en el cargo el 1 de enero de 2006.
En agosto de 2011, fue elegido presidente del Tribunal Constitucional después de una segunda estrecha votación de 6 votos a favor contra 4 votos obtenidos por el ministro Francisco Fernández Fredes.

## Obras
- (1969) Control de constitucionalidad de la ley
- (1974) El Senado en España
- Las reformas a la parte orgánica de la Constitución, Revista chilena de derecho, ISSN 0716-0747, Vol. 16, N.º 3, 1989, págs. 599-605
- Rango jurídico de los tratados internacionales en el Derecho chileno, Revista chilena de derecho, ISSN 0716-0747, Vol. 23, N.º 2-3, 1996, págs. 211-222
- El recurso de protección y el derecho a vivir en un medio ambiente libre de contaminación. Examen de quince años de jurisprudencia, Revista chilena de derecho, ISSN 0716-0747, Vol. 25, N.º 1, 1998, págs. 139-174
- Comentario a Sentencia del Tribunal Constitucional de 21 de abril de 1992, sobre inconstitucionalidad del Decreto Supremo que prohíbe carteles en caminos públicos, Revista chilena de derecho, ISSN 0716-0747, Vol. 19, N.º 1, 1992, págs. 119-127
- El Estado Empresario en la Constitución de 1980, Revista chilena de derecho, ISSN 0716-0747, Vol. 14, N.º 1, 1987, págs. 115-125
- Facultades de CONAF y contaminación de aguas de un lago, Revista chilena de derecho, ISSN 0716-0747, Vol. 19, N.º 3, 1992, págs. 549-573
- Comentario a Sentencia del Tribunal Constitucional, de 12 de febrero, 1992, sobre Ley Orgánica Constitucional de Municipalidades, Revista chilena de derecho, ISSN 0716-0747, Vol. 19, N.º 1, 1992, págs. 95-127
- Tendencias en el reconocimiento y protección constitucional de los derechos en Chile, Revista chilena de derecho, ISSN 0716-0747, Vol. 14, N.º 1, 1987, págs. 49-62
- Comentario a Sentencia del Tribunal Constitucional, de 16 de marzo de 1992, sobre Ley Orgánica Constitucional de Municipalidades, Revista chilena de derecho, ISSN 0716-0747, Vol. 19, N.º 1, 1992, págs. 111-119
- El concepto de ordenanza en el derecho emanado de los cabildos chilenos en el siglo XVII, Justicia, sociedad y economía en la América española: siglos XVI, XVII, XVIII: trabajos del VI Congreso del Instituto Internacional de Historia del Derecho Indiano en homenaje al Dr. Alfonso García-Gallo, Vol. 1, 1983, ISBN 84-600-2839-9, págs. 197-204